# Txursinita
La txursinita és un mineral de la classe dels fosfats. Rep el seu nom en honor de l'actriu russa de teatre i cinema Liudmila Alekséievna Txursinà (1941-).

## Característiques
La txursinita és un fosfat de fórmula química Hg+Hg2+(AsO₄). Cristal·litza en el sistema monoclínic, en grans de fins a 0.2 mm. La seva duresa a l'escala de Mohs és d'entre 3 i 4.
Segons la classificació de Nickel-Strunz, la txursinita pertany a «08.A - Fosfats, etc. sense anions addicionals, sense H₂O, només amb cations de mida gran» juntament amb els següents minerals: nahpoïta, monetita, weilita, švenekita, archerita, bifosfamita, fosfamita, buchwaldita, schultenita, chernovita-(Y), dreyerita, wakefieldita-(Ce), wakefieldita-(Y), xenotima-(Y), pretulita, xenotima-(Yb), wakefieldita-(La), wakefieldita-(Nd), pucherita, ximengita, gasparita-(Ce), monacita-(Ce), monacita-(La), monacita-(Nd), rooseveltita, cheralita, monacita-(Sm), tetrarooseveltita i clinobisvanita.

## Formació i jaciments
La txursinita va ser descoberta al dipòsit de Sb-Hg Khaidarkan (Província d'Oix, Kirguizstan). També ha estat descrita al dipòsit Txauvai (Província d'Oix, Kirguizstan) i a la mina Endeavor, a Cobar (Nova Gal·les del Sud, Austràlia).
Sol trobar-se associada a altres minerals com: calomelana, eglestonita, terlinguaïta, corderoïta, montroydita, kuznetsovita, xakhovita, poiarkovita i mercuri.